# Friedrich Nicolai

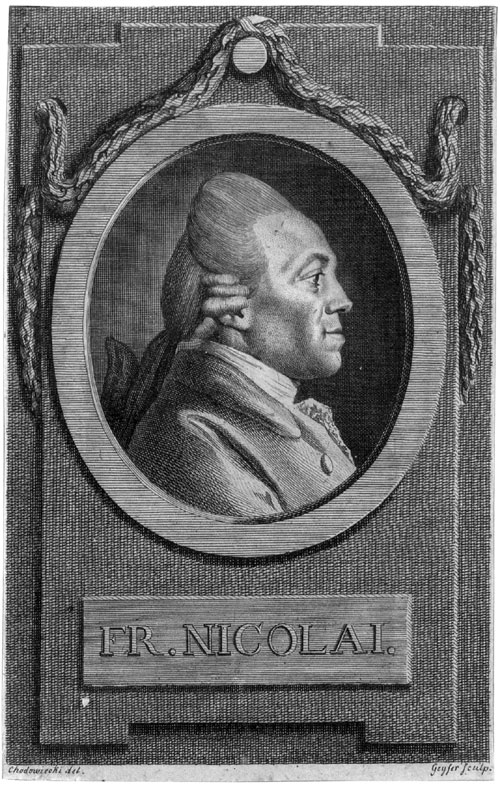
Christoph Friedrich Nicolai.

Christoph Friedrich Nicolai, también conocido simplemente como Nickolai (Berlín, 18 de marzo de 1733-Berlín, 8 de enero de 1811) fue un escritor alemán. Son famosas sus amistades con Lessing, Zelter y Mendelssohn, al igual que su enemistad con Kant, Fichte y Goethe.

## Biografía
Christoph Friedrich nació el 18 de marzo de 1733 como el octavo hijo del librero Christoph Gottlieb Nicolai († 1752). Estudió en la Joachimsthalsche Gymnasium, fue después a la Latina el Franckeschen Stiftungen en Halle y finalmente a la Heckersche Realschule en Berlín.
Trabajó en una librería en Frankfurt (Oder). Después de la muerte de su padre, se hizo cargo de la librería de este. En 1760 se casó con Elisabeth Macaria Schaarschmidt, hija del Médico Real Dr. Samuel Schaarschmidt. Nicolai y Elisabeth Macaria Nicolai tuvieron ocho hijos. El padre sobrevivió a todos sus hijos.
Nicolai decidió escribir un final alternativo para la famosa novela Las cuitas del joven Werther, de Goethe, para que el mismo resultara más agradable. En esta versión, llamada Die Freuden des jungen Werther (Las cartas del joven Werther), Albert, reconociendo las intenciones de Werther de suicidarse, llena las pistolas que le envía con sangre de pollo, evitando el suicidio de Werther y luego cediéndole gustosamente a su amada Lotte. Goethe encontró esta versión desagradable y empezó una enemistad literaria con Nicolai de por vida. Goethe escribió un poema titulado Nicolai auf Werthers Grabe, en el cual Nicolai defeca en el sepulcro de Werther, execrando su memoria. Esta enemistad continuó con la colección de poemas Xenien, que Goethe escribiría más tarde.

## Obras

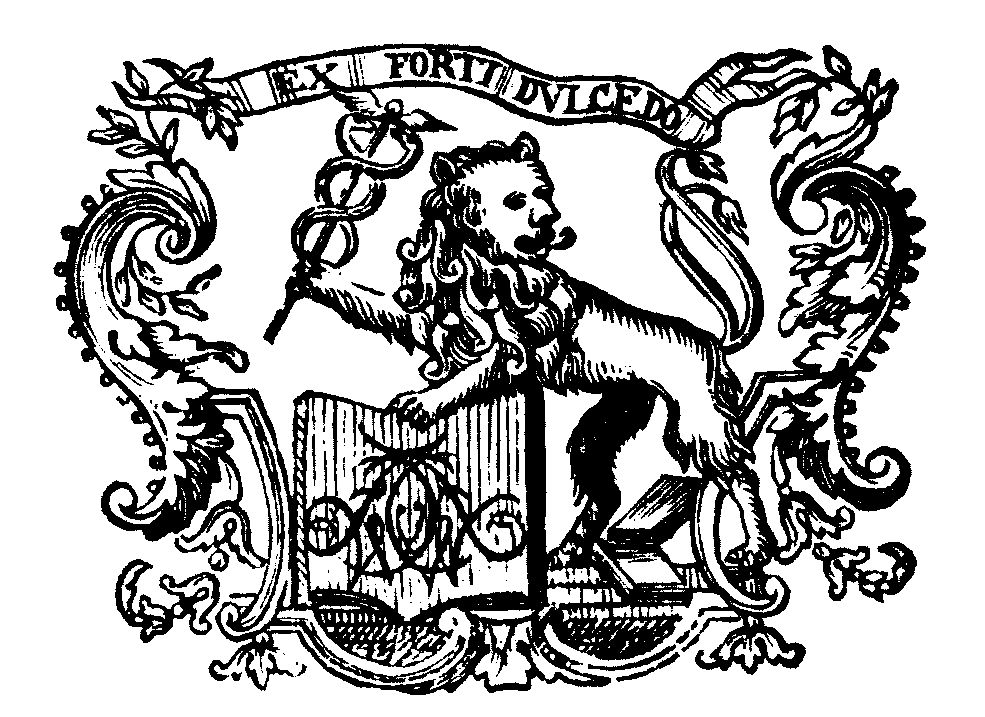
Marca de Nicolai

- Ehrengedächtniß Herrn Ewald Christian von Kleist; Berlín 1760
- Ehrengedächtniß Herrn Thomas Abbt; Berlin u. Stettin 1767
- Leben und Meinungen des Herrn Magister Sebaldus Nothanker; Berlín 1773–1776
- Freuden des jungen Werthers. Leiden und Freuden Werthers des Mannes; Berlín 1775
- Eyn feyner kleyner Almanach Vol schönerr echterr liblicherr Volckslieder …; Berlín Berlin u. Stettin 1777
- Ein paar Worte betreffend Johann Bunkel und Christoph Martin Wieland; Berlin u. Stettin 1779
- Noch ein paar Worte betreffend Johann Bunkel und Christoph Martin Wieland; Berlin u. Stettin 1779
- Beschreibung einer Reise durch Deutschland und die Schweiz im Jahre 1781; 12 Bde., Berlin u. Stettin 1783–1796
- Beschreibung der königlichen Residenzstädte Berlin und Potsdam; Berlín 1786
- Geschichte eines dicken Mannes worin drey Heurathen und drey Körbe nebst viel Liebe; Berlin u. Stettin 1794
- Anhang zu Friedrich Schillers Musen-Almanach für das Jahr 1797; Berlin u. Stettin 1797
- Leben Justus Mösers; Berlin u. Stettin 1797
- Leben und Meinungen Sempronius Gundibert's eines deutschen Philosophen; Berlín 1798
- Vertraute Briefe von Adelheid B. an ihre Freundin Julie S.; Berlín 1799
- Über den Gebrauch der falschen Haare und Perücken in alten und neuen Zeiten; Berlin u. Stettin 1801. Digitalisierte Ausgabe der Universitäts- und Landesbibliothek Düsseldorf
- Einige Bemerkungen über den Ursprung und die Geschichte der Rosenkreuzer und Freymaurer; Berlin u. Stettin 1806
- Philosophische Abhandlungen; Berlin u. Stettin 1808
- Herders Briefwechsel mit Nicolai; hg. v. Otto Hoffmann, Berlín 1887
- Aus dem Josephinischen Wien. Geblers und Nicolais Briefwechsel 1771–86; hg. v. Richard Maria Werner, Berlín 1888